# Munkfors landsfiskalsdistrikt
Munkfors landsfiskalsdistrikt var 1918–1964 ett landsfiskalsdistrikt i Värmlands län, bildat som Ransäters landsfiskalsdistrikt när Sveriges indelning i landsfiskalsdistrikt trädde i kraft den 1 januari 1918, enligt beslut den 7 september 1917. När Sveriges nya indelning i landsfiskalsdistrikt trädde i kraft den 1 januari 1952 (enligt kungörelsen 1 juni 1951) ändrades distriktets namn till Munkfors landsfiskalsdistrikt. Den 1 januari 1965 avskaffades i Sverige samtliga landsfiskaler och landsfiskalsdistrikt, och deras arbetsuppgifter delades upp på de nyskapade indelningarna polisdistrikt, åklagardistrikt och kronofogdedistrikt.
Landsfiskalsdistriktet låg under länsstyrelsen i Värmlands län.

## Ingående områden
1 januari 1949 ombildades Ransäters landskommun till Munkfors köping. Den 1 januari 1952 ändrades distriktets omfattning.

### Från 1918
Kils härad:
- Ransäters landskommun
- Övre Ulleruds landskommun

### Från 1949
Kils härad:
- Munkfors köping
- Övre Ulleruds landskommun

### Från 1 januari 1952
- Munkfors köping
- Ulleruds landskommun